# 9月26日
9月26日是阳历一年中的第269天（闰年第270天），离全年结束还有96天。

## 大事记

### 18世紀以前
- 前46年：尤利烏斯·凱撒將羅馬的維納斯神廟獻給他家族的母神維納斯。
- 1087年：在有「征服者威廉」之稱的威廉一世逝世後，威廉二世加冕成為英格蘭國王。
- 1580年：英格蘭探險家法蘭西斯·德瑞克的船艦完成環球航海旅行，返回英國普利茅斯。
- 1679年：丹麦和瑞典签订隆德条约。[1]
- 1687年：威尼斯共和國軍隊砲擊被鄂圖曼帝國當作彈藥庫的帕德嫩神廟，造成建築嚴重受損。

### 18世紀
- 1754年：尹继善第四次出任两江总督。
- 1777年：在美国独立战争期间，英國軍隊成功擊退喬治·華盛頓領導的大陸軍，佔領作為北美獨立運動中心的費城。
- 1789年：托马斯·杰斐逊被任命为第一任美国国务卿，約翰·傑伊被任命为第一任美国首席大法官，塞繆爾·奧斯古德被任命为第一任美国邮电部长，埃德蒙·倫道夫被任命为第一任美國司法部長。
- 1792年：马戛尔尼代表英国出使清朝。

### 19世紀
- 1815年：俄、普、奥三国在巴黎发表缔结“神圣同盟”。
- 1886年：威廉·亨利·芬利（英语：William Henry Finlay）发现15P/芬利彗星。
- 1900年：陶模继鹿传霖任两广总督。

### 20世紀
- 1907年：紐西蘭和紐芬蘭地區正式獲得自治地位，成為大英帝國所統轄的自治領。
- 1914年：美国联邦贸易委员会（FTC）根据美国联邦贸易委员会法案（英语：Federal Trade Commission Act of 1914）成立。
- 1914年：一战：日军控制胶济铁路，包围驻青岛的德军。德军唯一可作战飞机同日军9架飞机周旋，是为亚洲首次空战。
- 1928年：中華民國將趙元任等創製的國語羅馬字作為中文拉丁化的正式方案。
- 1946年：國泰航空有限公司成立。
- 1950年：联合国军从朝鲜人民军手中夺回首尔。
- 1950年：印度尼西亚被接纳为联合国成员国。
- 1957年：由莎士比亚的戏剧《罗密欧与朱丽叶》改编而成的音乐剧《夢斷城西》在美国纽约百老汇首演。
- 1958年：中国撤销内蒙古察哈尔盟，辖域并入锡林郭勒盟。
- 1959年：中国在黑龍江省发现大庆油田。
- 1959年：強烈颱風薇拉自日本近畿地方登陸，造成超過5,000人死亡、3萬餘人受傷，為日本明治時代後傷亡最慘重的風災。
- 1960年：约翰·肯尼迪和理查德·尼克松进行美国历史上首次总统候选人全国电视辩论。
- 1961年：鲍勃·迪伦首次公开演出。
- 1963年：新加坡政府派军警进入南洋大学校园。
- 1967年：中华人民共和国与突尼斯中止外交关系，参见中华人民共和国与世界各国建交简表。
- 1968年：香港警察成立机动部队，俗称蓝帽子。
- 1969年：披头士乐队的专辑Abbey Road在英国发行。
- 1973年：毛里塔尼亚加入阿拉伯国家联盟。
- 1975年：堪察加半岛上著名的克留切夫火山群中的托爾巴奇克火山爆发[來源請求]。
- 1980年：中国自行设计制造的第一架现代化喷气式大客机——“运十”首次试飞成功。
- 1980年：国际宇航联合会（International Astronautical Federation）接纳中国为会员国。
- 1982年：日本首相铃木善幸访问中国，见中日关系。
- 1983年：蘇聯國土防空軍軍官斯坦尼斯拉夫·彼得羅夫將預警雷達的美國洲際彈道飛彈發射警報視為誤報，事後被認為阻止了一場可能發生的核子戰爭。
- 1984年：中國國務院總理趙紫陽和英國首相戴卓爾夫人在北京草簽關於香港問題的聯合聲明。
- 1985年：香港立法局首次舉行間接選舉，詳情請參閱1985年香港立法局選舉。
- 1988年：本·约翰逊因为药检不过关而被剥夺了汉城奥运会中男子100米短跑比赛中获得的金牌。
- 1991年：美国“生物圈2号”实验室开始进行第一次实验任务。
- 1995年：塔利班占领了阿富汗电台、电视台和总统府。
- 1997年：印尼发生加鲁达航空152号班机空难。

### 21世紀
- 2001年：水木清华BBS开始试行仲裁制度。
- 2002年：塞內加爾載有1034名乘客的「喬拉號」客輪在岡比亞海域失事，只有64人生還。
- 2003年：日本北海道发生里氏地震规模8级地震。
- 2003年：中国出现“乙肝歧视第一案”。
- 2005年：中国决定将开发下一代基于AVS视频编码的增强型通用光盘（EVD）标准。
- 2006年：安倍晋三就任第90届日本首相。
- 2006年：美林集团与贝莱德合并。
- 2020年：美國總統唐納·川普提名第七巡迴上訴法院法官艾米·康尼·巴雷特出任美國最高法院大法官，以填補大法官露絲·貝德·金斯堡去世留下的空缺。
- 2020年：在真主黨等政黨阻饒下，黎巴嫩總理穆斯塔法·阿迪布宣布因為籌組新內閣失敗而辭去職務。
- 2021年：聖馬利諾以約77.3%得票率通過懷孕12週以下或特殊情況者可以進行人工流產的公民投票。
- 2021年：瑞士舉行針對同性婚姻合法化及相關事項的公民投票，結果以64.1％的支持率通過。

## 出生
- 1786年：伯麥，英國海軍將領（1850年逝世）
- 1791年：西奧多·傑利柯，法國畫家，浪漫主義畫派先驅（1824年逝世）
- 1830年：大久保利通，日本政治人物、武士（1878年去世）
- 1849年：巴甫洛夫，俄羅斯生理學家、心理學家、醫師，1904年諾貝爾生理學及醫學獎得主（1936年去世）
- 1870年：克里斯蒂安十世，丹麦國王（1947年逝世）
- 1872年：蘭斯洛特·亞歷山大·巴拉代爾，英國動物學家（1945年逝世）
- 1874年：路易斯·海因，美國攝影師（1940年逝世）
- 1877年：阿尔弗雷德·科尔托，法國鋼琴家、指揮家（1962年逝世）
- 1886年：阿奇博爾德·希爾，英國生理学家，1922年諾貝爾生理学及医学奖得主（1977年逝世）
- 1888年：T·S·艾略特，美裔英國詩人、文學評論家，1948年諾貝爾文學獎得主（1965年逝世）
- 1889年：馬丁·海德格爾，德國哲學家（1976年逝世）
- 1897年：教宗保禄六世，羅馬主教（1978年逝世）
- 1898年：，美國作曲家（1937年逝世）
- 1914年：傑克·拉蘭内，美國健身大師（2011年逝世）
- 1916年：斯凯荣内，義大利汽车設計師（1993年逝世）
- 1916年：李福和，香港銀行家，東亞銀行主席（2014年逝世）
- 1917年：陳德滔，越南哲學家（1993年逝世）
- 1921年：王光美，中國國家主席劉少奇的夫人，中國政治人物（2006年逝世）
- 1926年：茱莉伦敦，美國歌手、演員（2000年逝世）
- 1926年：小柴昌俊，日本物理学家，2002年諾貝爾物理學獎得主（2020年逝世）
- 1927年：恩佐·贝阿尔佐特，義大利足球運動員、教練（2010年逝世）
- 1930年：喬·布朗，英國登山家，首批登上干城章嘉峰者（2020年逝世）
- 1932年：曼莫汉·辛格，印度經濟學家、政治人物，第13任印度總理（2024年逝世）
- 1941年：萨尔瓦托雷·阿卡多，義大利小提琴家、作曲家
- 1948年：墨里奇奧·古馳，義大利企業家、古驰总裁（1995年逝世）
- 1948年：，英國裔澳洲流行歌手（2022年逝世）
- 1949年：安德里亞·德沃金，美國女性主義者（2005年逝世）
- 1949年：納迪爾·拉爾巴維，阿爾及利亞政治人物、外交官、律師，現任阿爾及利亞總理
- 1950年：李司棋，香港演員
- 1956年：琳達·漢密爾頓，美國女演員
- 1957年：吳國昌，澳門民主派澳門立法會議員
- 1961年：威爾·塞爾夫，英國小說家、專欄作家
- 1962年：吳宗憲，台灣男歌手、主持人
- 1963年：黃偉哲，中華民國現任台南市市長
- 1965年：彼得·波洛申科，烏克蘭政治人物、企業家
- 1967年：郭藹明，香港女演員
- 1971年：韓紅，中國歌手
- 1974年：小加里·霍爾，美國男子游泳運動員
- 1976年：敖嘉年，香港演員
- 1979年：丸藤正道，日本職業摔角選手
- 1980年：帕特里克·弗里萨赫，奧地利賽車手
- 1980年：，捷克色情女演員
- 1981年：姚貝娜，中國女歌手（2015年逝世）
- 1981年：恒松步，日本女性聲優
- 1981年：小威廉斯，美國職業网球運動員
- 1981年：克里斯蒂娜·米蓮，美國歌手、舞者、演員、流行音樂作曲者、模特兒
- 1982年：孫儷，中國女演員
- 1983年：莫雷拉，巴西籍騎師
- 1985年：高國輝，台灣職業棒球運動員、教練
- 1985年：妲露拉·萊莉，英國女演員
- 1985年：妮可·沙纳汉，美國律師、企業家、政治人物
- 1986年：姬天語，台灣女演員、主持人、相聲演員
- 1986年：林慧玲，新加坡女演員
- 1986年：尹施允，韓國男演員
- 1987年：張秀文，香港女藝人
- 1988年：劉俊謙，香港演員
- 1988年：金與正，北韓政治人物，金正日的女兒，金正恩的妹妹
- 1988年：，芬蘭女子花式滑冰運動員
- 1988年：魏秋月，中國女子排球運動員
- 1989年：張明偉，香港男藝人
- 1989年：楊樂文，香港男藝人
- 1989年：伊祖沙·古爾，塞内加爾足球運動員
- 1991年：杜少榛，台灣女藝人
- 1991年：呂敏珠，韓國女演員
- 1991年：金秦禹，韓國男子偶像團體WINNER成員
- 1992年：柳娥羅，韓國女子偶像團體Hello Venus成員
- 1994年：馬塞爾·雅各布斯，義大利男子田徑運動員
- 1995年：深川芹亞，日本女性聲優
- 1996年：東雲海，日本寫真偶像、模特兒、女演員
- 2000年：雨果·加斯頓，法國職業網球運動員
- 2001年：王欣瑜，中國職業網球運動員
- 生年不詳：梶田大嗣，日本男性聲優

## 逝世
- 1573年：浅井长政，日本战国时代大名（1545年出生）
- 1620年：明光宗朱常洛，明朝皇帝（1582年出生）
- 1812年：让·维克托·塔罗，法國將領（1767年出生）
- 1820年：丹尼爾·布恩，美國拓荒家、探險家、政治人物（1734年出生）
- 1841年：龚自珍，清代思想家、文学家（1792年出生）
- 1868年：莫比乌斯，德国数学家、天文学家（1790年出生）
- 1879年：威廉·羅恩，英國陸軍軍官（1789年出生）
- 1887年：何塞·馬里亞·蒙特阿萊格雷，哥斯大黎加政治人物，第3任哥斯大黎加總統（1815年出生）
- 1904年：小泉八雲，日本小說家（1850年出生）
- 1910年：托瓦爾·N·蒂勒，丹麥天文學家（1838年出生）
- 1922年：恩斯特·馮·霍普納，德意志帝國陸軍將領（1860年出生）
- 1932年：皮埃尔·狄盖特，比利时共产主义者、作曲家，《国际歌》作曲者（1848年出生）
- 1945年：巴爾托克·貝拉，匈牙利作曲家（1881年出生）
- 1945年：三木清，日本哲學家（1897年出生）
- 1946年：洪思翊，大韓帝國軍人和朝鮮日治時期日本陸軍軍人（1887年出生）
- 1953年：徐悲鸿，中国画家、美术教育家（1895年出生）
- 1961年：罗伯特·艾克尔伯格，美国将军（1886年出生）
- 1973年：安娜·麥蘭妮，義大利女演員（1908年出生）
- 1976年：圖蘭·帕爾，匈牙利數學家（1910年出生）
- 1980年：丹麥的安妮王妃，丹麥王室成員（1917年出生）
- 1990年：阿尔贝托·莫拉维亚，意大利小說家（1907年出生）
- 1990年：洛薩·考拉茲，德國數學家（1910年出生）
- 1993年：伊迪絲·邁澤爾，美國作家、女演員（1898年出生）
- 1996年：陳毓祥，香港保釣人士（1950年出生）
- 1999年：布達勞，香港土生葡裔律師、公務員和軍人（1906年出生）
- 2006年：戶栗郁子，日裔美國播音員、廣播節目主持人，暱稱「東京玫瑰」（1916年出生）
- 2008年：保羅·紐曼，美國男演員（1925年出生）
- 2008年：林世榮，香港企業家（1955年出生）
- 2013年：于光远，中国社科院原副院长、原中顾委委员、经济学家（1915年出生）
- 2013年：阿兹占阿都拉萨，马来西亚吉打州第10任州务大臣（1944年出生）
- 2019年：雅克·希拉克，法國政治人物，第22任法國總統（1932年出生）[2]
- 2022年：馬克·蘇德，美國政治人物、商人（1950年出生）

## 节假日和习俗
- 歐洲語言日
- 徹底消除核武器國際日
- ：國旗日
- 新西兰：独立日
- 北也門：革命节